# Finale Copa del Rey 2019
De finale van de Copa del Rey van het seizoen 2018/19 werd op zaterdag 25 mei 2019 gespeeld in het Benito Villamarín in Sevilla. Titelverdediger FC Barcelona verloor met 1–2 van Valencia CF, dat voor de achtste keer de beker veroverde.

## Finale

### Voorgeschiedenis
Het was de 4e keer dat beide clubs tegenover elkaar stonden in de bekerfinale. Barcelona versloeg Valencia tweemaal (1952 en 1971), in 1954 trok Valencia aan het langste eind. Barcelona nam voor de 41-ste keer deel aan de bekerfinale en verbrak hiermee het eigen record van club met de meest gespeelde bekerfinales. Dit was de zesde op elkaar volgende finale voor Barcelona en het kon voor de vijfde keer op een rij de beker winnen. Valencia nam voor de 17-ste keer deel aan de bekerfinale. De laatste keer dat de finale werd behaald en gewonnen was in 2008.

### Wedstrijd
|                                               |              |       |                         |                                                                                          |
| 25 mei 2019 21:00 (UTC+2) Finale Copa del Rey | FC Barcelona | 1 – 2 | Valencia CF             | Benito Villamarín, Sevilla Toeschouwers: 53.698 Scheidsrechter: Alberto Undiano Mallenco |
| 25 mei 2019 21:00 (UTC+2) Finale Copa del Rey | 73' Messi    |       | 21' Gameiro 33' Rodrigo | Benito Villamarín, Sevilla Toeschouwers: 53.698 Scheidsrechter: Alberto Undiano Mallenco |

| Barcelona | Valencia CF |

| FC Barcelona:    |    |                   |     |     |
|                  |    |                   |     |     |
| GK               | 13 | Jasper Cillessen  |     |     |
| RB               | 2  | Nélson Semedo     |     | 46' |
| CB               | 3  | Gerard Piqué      |     |     |
| CB               | 15 | Clément Lenglet   |     |     |
| LB               | 18 | Jordi Alba        |     |     |
| CM               | 8  | Arthur            |     | 46' |
| CM               | 5  | Sergio Busquets   | 61' |     |
| CM               | 4  | Ivan Rakitić      |     | 76' |
| RW               | 20 | Sergi Roberto     |     |     |
| CF               | 10 | Lionel Messi      |     |     |
| LW               | 7  | Philippe Coutinho |     |     |
| Wisselspelers:   |    |                   |     |     |
| GK               | 30 | Iñaki Peña        |     |     |
| DF               | 23 | Samuel Umtiti     |     |     |
| DF               | 24 | Thomas Vermaelen  |     |     |
| MF               | 14 | Malcom            |     | 46' |
| MF               | 21 | Carles Aleñá      |     | 76' |
| MF               | 22 | Arturo Vidal      | 89' | 46' |
| MF               | 43 | Carles Pérez      |     |     |
| Coach:           |    |                   |     |     |
| Ernesto Valverde |    |                   |     |     |

| Valencia CF:   |    |                    |     |     |
|                |    |                    |     |     |
| GK             | 1  | Jaume Domènech     |     |     |
| RB             | 18 | Daniel Wass        |     |     |
| CB             | 24 | Ezequiel Garay     |     |     |
| CB             | 5  | Gabriel            |     |     |
| LB             | 14 | José Gayà          | 53' |     |
| RM             | 8  | Carlos Soler       |     |     |
| CM             | 10 | Dani Parejo        |     | 65' |
| CM             | 17 | Francis Coquelin   |     |     |
| LM             | 7  | Gonçalo Guedes     |     |     |
| CF             | 19 | Rodrigo Moreno     |     | 88' |
| CF             | 9  | Kevin Gameiro      |     | 72' |
| Wisselspelers: |    |                    |     |     |
| GK             | 13 | Neto               |     |     |
| DF             | 12 | Mouctar Diakhaby   |     | 88' |
| DF             | 15 | Toni Lato          |     |     |
| DF             | 21 | Cristiano Piccini  |     | 72' |
| MF             | 6  | Geoffrey Kondogbia | 70' | 65' |
| MF             | 20 | Ferran Torres      |     |     |
| FW             | 22 | Santi Mina         |     |     |
| Coach:         |    |                    |     |     |
| Marcelino      |    |                    |     |     |